# Albrecht Hirschmüller
Albrecht Hirschmüller (* 19. August 1947 in Stuttgart) ist ein deutscher Arzt und Medizinhistoriker.

## Leben
Nach bestandener Reifeprüfung im Jahre 1966 in Stuttgart studierte Albrecht Hirschmüller an der Eberhard Karls Universität Tübingen zunächst seit 1966 drei Semester Evangelische Theologie, danach bis zum Staatsexamen 1974 Medizin. Anschließend begann er mit der Arbeit an seiner Promotion über den österreichischen Physiologen und Psychoanalytikers Josef Breuer, die 1978 abgeschlossen wurde. Nach einer Tätigkeit als Medizinalassistent am Robert-Bosch-Krankenhaus in Stuttgart und am Kreiskrankenhaus Reutlingen begann am 1. Dezember 1976 seine Arbeit als wissenschaftlicher Assistent am Institut für Geschichte der Medizin der Universität Tübingen, das von Gerhard Fichtner geleitet wurde. 1989 erfolgte die Habilitation für Geschichte der Medizin und die daran anschließende Lehrtätigkeit als außerplanmäßiger Professor. 
Schwerpunkte seiner wissenschaftlichen Arbeit sind vor allem Sigmund Freud und die Geschichte der Psychoanalyse sowie die psychiatrische Klinik „Bellevue“ der Familie Binswanger in Kreuzlingen. 

## Schriften (Auswahl)
- Physiologie und Psychoanalyse im Leben und Werk Josef Breuers (= Jahrbuch der Psychoanalyse. Beiheft, Bd. 4). Huber, Bern 1978, ISBN 3-456-80609-4 (Dissertation Universität Tübingen).
- The life and work of Josef Breuer. New York University Press, New York 1989, ISBN 0-8147-3427-8.
- Freuds Begegnung mit der Psychiatrie. Von der Hirnmythologie zur Neurosenlehre. Ed. diskord, Tübingen 1991, ISBN 3-89295-548-4.
- (Hrsg.): Sigmund Freud / Schriften über Kokain. Fischer-Taschenbuch, Frankfurt/M. 1996, ISBN 3-596-10458-0.
- (Hrsg., zus. mit Dietlinde Goltz): Niemals müßig. Symposion aus Anlaß der Emeritierung von Professor Dr. Gerhard Fichtner am 19.12.1998 in Tübingen. Staudacher, Stuttgart 1999, ISBN 3-928213-08-3.
- (Hrsg.): Ellen West. Eine Patientin Ludwig Binswangers zwischen Kreativität und destruktivem Leiden. Asanger, Heidelberg 2003, ISBN 3-89334-402-0.
- (zus. mit Annett Moses): Binswangers psychiatrische Klinik Bellevue in Kreuzlingen. Das „Asyl“ unter Ludwig Binswanger sen. 1857–1880 (= Marburger Schriften zur Medizingeschichte, Bd. 44). Lang, Frankfurt/M. 2004, ISBN 3-631-52010-7.
- (Hrsg.): Sigmund Freud/Minna Bernays: Briefwechsel 1882-1938 (= Quellen und Abhandlungen zur Geschichte der Psychoanalyse, Bd. 3). Ed. diskord, Tübingen 2005, ISBN 3-89295-757-6.
- (zus. mit Naamah Akavia): Ellen West: Gedichte, Prosatexte, Tagebücher, Krankengeschichte. Asanger, Kröning 2007, ISBN 978-3-89334-484-0.
- (Hrsg., zus. mit Ludger M. Hermanns): Vom Sammeln, Bedenken und Deuten in Geschichte, Kunst und Psychoanalyse. Gerhard Fichtner zu Ehren (= Jahrbuch der Psychoanalyse, Beiheft, Bd. 25). Frommann-Holzboog, Stuttgart-Bad Cannstatt 2013, ISBN 978-3-7728-2640-5.
- (Hrsg., zus. mit Gerhard Fichtner u. Ilse Grubrich-Simitis): Sigmund Freud: Die Brautbriefe 1882-1886, Bd. 3. Fischer, Frankfurt/M. 2015, ISBN 978-3-10-022813-0, Bd. 4 (2019), ISBN 978-3-10-022814-7.
- „Die Kur ist mir sehr schwer gefallen, nach und nach gewöhnte ich mich an die Methode, besonders da mir Dr. Freud durchaus sympathisch ist“. Maggie Haller – eine Patientin Freuds. In: Luzifer-Amor, Jg. 34 (2021), S. 88–125.